# Carlos Leite
Carlos Leite (Recife, 23 de novembro de 1939 — São Paulo, 3 de março de 1991) foi um humorista brasileiro. 
Era filho de  Eudóxio Leite de Oliveira e Maria Pereira da Rocha Oliveira, lavradores. 

## Biografia e carreira
Carlos Leite mudou-se para o Rio de Janeiro no inicio de 1958, após pedir baixa como cabo da Aeronáutica, porque desejava seguir a carreira de bailarino desde que assistiu a apresentação de Nora Kovach e stvan Rabovsky no Teatro Santa Isabel, de Recife.
Na década de 1970, atuou em vários programas humorísticos da Rede Globo, como Chico City (fazia par romântico com Zezé Macedo, interpretando o personagem Adolfo Valentim), Balança Mas Não Cai, Faça Humor, Não Faça Guerra (onde interpretou o personagem Beleza, sujeito que, apesar de feio, fazia sucesso com as mulheres), Satiricom e Planeta dos Homens. Nesta mesma década, atuou em peças de teatro, como Elas Querem Leite, bem como em filmes de pornochanchada, tais como Divórcio à Brasileira (1973), Ainda Agarro Essa Vizinha (1974) e Manicures a Domicílio (1978).
Ainda na Rede Globo, interpretou a onça Galileu no especial infantil A Turma do Pererê, em 1983. Anos mais tarde, transferiu-se para a TV Bandeirantes, onde esteve no elenco de Praça Brasil onde interpretava um guarda gay (substituindo o Guarda Juju do ator Roberto Marquis que, assim como quase todo o elenco de Praça Brasil, migrou para A Praça é Nossa do SBT), e, em seguida, para o SBT, onde trabalhou no humorístico A Praça é Nossa. Nesta época, Carlos Leite interpretou seus personagens mais famosos: Mauro Maurício e Kelé Metaleiro.

### Morte
Carlos Leite morreu em 3 de março de 1991, no Hospital Emílio Ribas vítima do vírus da AIDS, sendo sepultado no dia 5 de março de 1991 no cemitério Vila Alpina em São Paulo.

## Filmografia

### Televisão
| Ano     | Título                      | Papel                         |
| ------- | --------------------------- | ----------------------------- |
| 1989/91 | A Praça é Nossa             | Kelé Metaleiro/Mauro Maurício |
| 1988    | Praça Brasil                | Guarda Juju                   |
| 1984    | Humor Livre                 |                               |
| 1983    | A Turma do Pererê           | Galileu                       |
| 1976    | Planeta dos Homens          |                               |
| 1973    | Satiricom                   |                               |
| 1973    | Chico City                  | Adolfo Valentim               |
| 1972    | Faça Humor, Não Faça Guerra | Beleza                        |

### Cinema
| Ano  | Título                    | Papel |
| ---- | ------------------------- | ----- |
| 1973 | Divorcio a brasileira     |       |
| 1973 | Ainda Agarro Essa Vizinha |       |